# Calicò
Il calicò (dal francese calicot) è un tessuto leggero. Il suo nome viene dalla città di Calicut, Kerala, India, dove veniva tradizionalmente fatto dai locali tessitori chiamati chaliyans. È realizzato in cotone grezzo, con armatura tela, oggi solitamente il colore è écru. Nella prima metà del XIX secolo il calicò stampato, tessuto economico, contribuì alla supremazia inglese nella nascente industria tessile. Dal nome di questo prodotto viene quello del "Calico Act", una legge emanata dal governo inglese secondo la quale dalla colonia indiana non poteva essere più esportato il prodotto finito (il calico appunto), ma solo cotone grezzo per favorire la nascente industria tessile inglese. La legge restò in vigore tra il 1690 e il 1721. Inoltre, il pirata inglese John Rackham prese il suo soprannome, ovvero Calico Jack, proprio dal tessuto calicò, di cui erano fatti gli abiti che preferiva indossare.

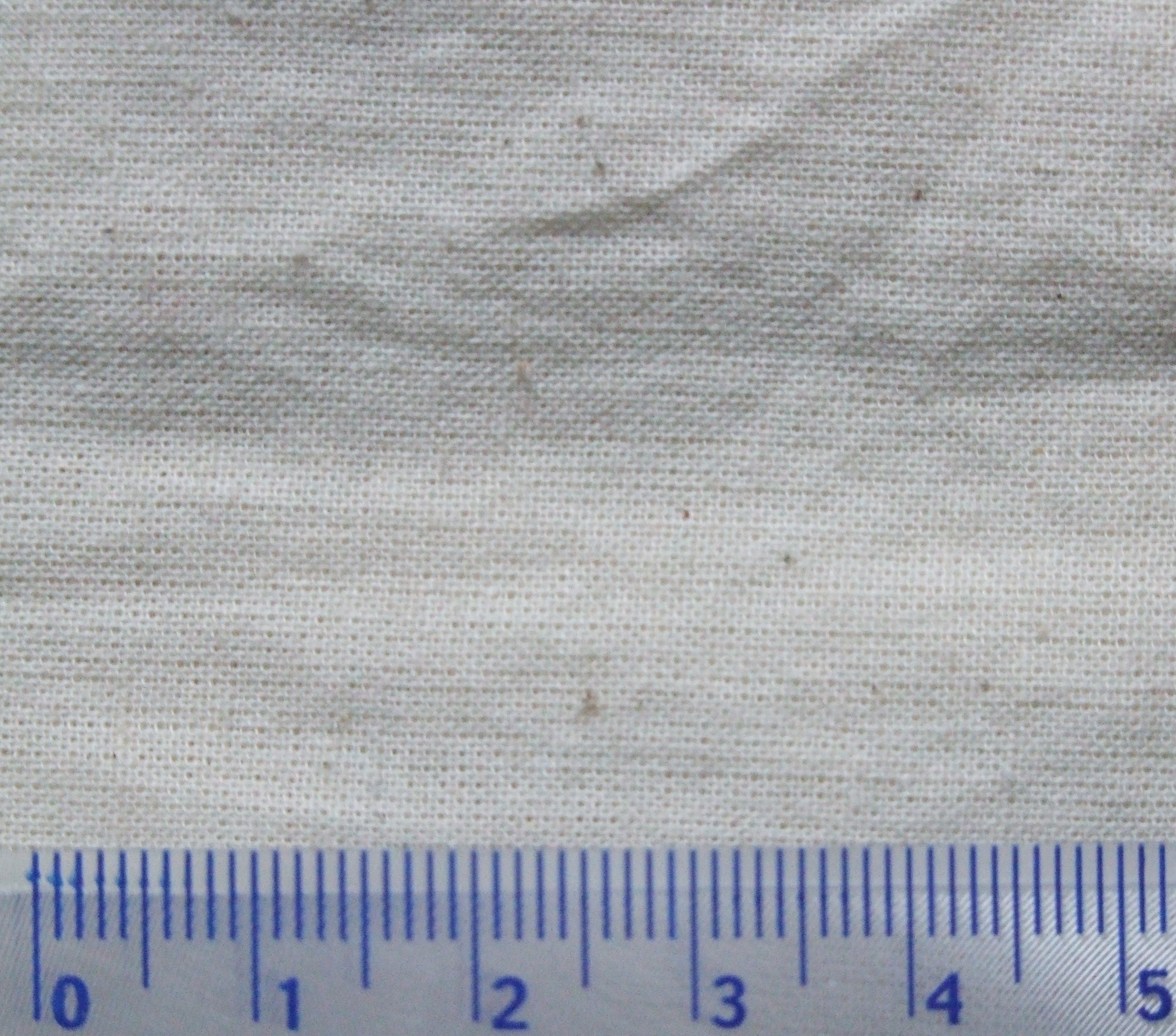
Tessuto calicò

## Teatro
Si utilizza in ambito teatrale impregnandolo con un composto di colla vinilica ed acqua, e utilizzandolo per formare elementi di scena o sculture, o per la realizzazione di veli, effetti di trasparenza e costumi.
Esistono due tipi di calicò: fino e grosso.
Il calicò fino proviene dall'Italia ed è il più usato, mentre quello grosso si utilizza meno frequentemente perché assorbe una grande quantità di colla, impiegandolo particolarmente per ricoprire gli elementi più soggetti a usura.

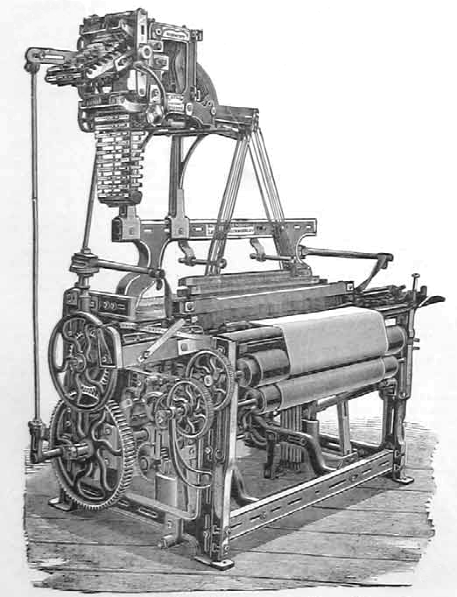
Telaio per la produzione di calicò, Manchester 1892